# ダイエット飲料
ダイエット飲料（ダイエットいんりょう、英: diet drink）とは、甘味があってもカロリーが非常に低いことを売りにしている清涼飲料水のことを指す。甘味を加えるために砂糖や異性化糖などを使わず（あるいは減らし）、その代わりにカロリーが非常に少ない人工甘味料を使用している。以前からこのジャンルの飲料は存在していたが、2002年にアスパルテームが留意使用添加物から除外された後に市場が拡大した。
大きく分けて以下の2種類がある。
1. ノンカロリー - 0キロカロリーのもの。
2. ローカロリー - 通常の同種の飲料の半分程度のカロリー（100ミリリットルあたり20キロカロリー程度）のもの。

ちなみに通常の清涼飲料水のカロリーは、コカ・コーラを例に取ると、100ミリリットル当たり45キロカロリーである。
低カロリーであるため、糖尿病患者やダイエットに関心がある人々を中心に需要が高い。しかし、甘味料と砂糖（ショ糖）との風味の差があるため好みが分かれることもある。また、低カロリー甘味料は体内に吸収されにくい（つまり、食物繊維と同様体内を素通りする）ため、大量に飲んだり胃腸の弱い人が飲むと下痢を起こすことがあり注意が必要である。更に、人工甘味料は砂糖と比較しう蝕性が低いため、虫歯予防のためにダイエット飲料を選択する者もいる。
しかし、ダイエット飲料の飲み過ぎによる胴囲の増加が報告されている。

## 原料
甘味料以外は通常の飲料とほぼ同様である。
使用される甘味料の一例としては以下のものがある。
- アスパルテーム
- アセスルファムカリウム
- エリトリトール
- ステビア
- スクラロース

## 製品の例
- コカ・コーラ ゼロ
- ダイエットペプシ
- 三ツ矢サイダーゼロ
- アクエリアスゼロ
- ポカリスエット イオンウォーター
- 微糖タイプ缶コーヒー